# Puccinellia borealis
Puccinellia borealis är en gräsart som beskrevs av Jason Richard Swallen. Puccinellia borealis ingår i släktet saltgrässläktet, och familjen gräs. Inga underarter finns listade i Catalogue of Life.